# モーニングみそ汁 飲もうよ!
『marukome モーニングみそ汁 飲もうよ!』（マルコメ モーニングみそしる のもうよ!）は、モーニング娘。'17がパーソナリティを務めていた、TOKYO FM制作のラジオ番組。放送期間は2017年7月1日から12月30日まで。マルコメの一社提供番組。

## 番組概要
モーニング娘。'17の各メンバーが各2人1組で定期的に交代しながらパーソナリティーを担当するラジオミニ情報番組。全国各地の朝ごはんと朝の過ごし方にまつわるテーマを毎週紹介し、日本中の朝を掘り下げていく。
番組名の「モーニングみそ汁」は、同年3月にマルコメがモーニング娘。'17とのタイアップで発売したインスタント味噌汁（期間限定商品で現在既に終売済み）。またモーニング娘。のメジャーデビューシングルである『モーニングコーヒー』のリメイク作の題名でもあり、更に、当グループのメンバーの羽賀朱音は、当番組のスポンサーのマルコメの本社がある長野県長野市出身のメンバーでもある。

## パーソナリティー
- モーニング娘。'17
  - 譜久村聖
  - 生田衣梨奈
  - 飯窪春菜
  - 石田亜佑美
  - 佐藤優樹
  - 工藤遥 - ※放送期間中の2017年12月11日を以って当グループ、およびハロー!プロジェクトを卒業。
  - 小田さくら
  - 尾形春水
  - 野中美希
  - 牧野真莉愛
  - 羽賀朱音
  - 加賀楓
  - 横山玲奈
  - 森戸知沙希

## 放送時間
- 土曜日10:50-10:55

※制作局のTOKYO FMを含むJFM系38局で放送されていた。また、ドコデモFM、およびスマートフォン用アプリ、Webブラウザのradiko（いずれもradikoプレミアムを除き一部地域を除く）、iPhoneを含むauスマートフォン専用アプリのLISMO WAVE（auスマートパス会員に加入したauユーザー限定）でも試聴可能であった。

## 放送リスト
| 回 | 放送日        | 放送内容                                      | パーソナリティー    |
| -- | ------------- | --------------------------------------------- | ------------------- |
| 1  | 2017年 7月1日 | 今日から番組スタート!                         | 譜久村聖 横山玲奈   |
| 2  | 7月8日        | 時短朝ごはん3つのポイント、「味噌玉」って何?  | 譜久村聖 横山玲奈   |
| 3  | 7月15日       | 先輩 譜久村 vs 後輩 横山。朝に強いのはどっち? | 譜久村聖 横山玲奈   |
| 4  | 7月22日       | 目玉焼きにかける調味料は?                     | 譜久村聖 横山玲奈   |
| 5  | 7月29日       | 朝活するとき、朝起きて真っ先にすることは?     | 譜久村聖 横山玲奈   |
| 6  | 8月5日        | 理想的な目覚めは?                             | 生田衣梨奈 羽賀朱音 |
| 7  | 8月12日       | 朝ごはんに必要なエネルギーはどのくらい?       | 生田衣梨奈 羽賀朱音 |
| 8  | 8月19日       | 朝飯前って英語で何ていう?                     | 生田衣梨奈 羽賀朱音 |
| 9  | 8月26日       | モー娘。'17と夏の朝のラジオ体操との関係とは?  | 生田衣梨奈 羽賀朱音 |
| 10 | 9月2日        | ミミモミじゃんけん?                           | 石田亜佑美 野中美希 |
| 11 | 9月9日        | あなたはパン派? ごはん派?                     | 石田亜佑美 野中美希 |
| 12 | 9月16日       | 朝の通勤時間帯で一番早い電車は?               | 野中美希 加賀楓     |
| 13 | 9月23日       | ロシアのプーチン大統領の朝食は?               | 石田亜佑美 加賀楓   |
| 14 | 9月30日       | ビューティ業界の新常識、朝トマトって何?       | 石田亜佑美 野中美希 |
| 15 | 10月7日       | 寝つきはいい?                                 | 工藤遥 森戸知沙希   |
| 16 | 10月14日      | どのくらいの頻度で朝食食べますか？            | 工藤遥 森戸知沙希   |
| 17 | 10月21日      | 一緒に朝食を食べる権利？                      | 工藤遥 森戸知沙希   |
| 18 | 10月28日      | 歯磨きをせずに朝食をとる?                     | 工藤遥 森戸知沙希   |
| 19 | 11月4日       | 朝カレーはオススメです!                       | 佐藤優樹 小田さくら |
| 20 | 11月11日      | 世界の朝ごはん! 卵焼きは甘い派? しょっぱい派? | 小田さくら 尾形春水 |
| 21 | 11月18日      | 朝の過ごし方5か条!                            | 佐藤優樹 尾形春水   |
| 22 | 11月25日      | ぐっすりランキング!?                          | 佐藤優樹 小田さくら |
| 23 | 12月2日       | 朝ごはんフェスティバル                        | 飯窪春菜 牧野真莉愛 |
| 24 | 12月9日       | スティーブ・ジョブズ                          | 飯窪春菜 牧野真莉愛 |
| 25 | 12月16日      | 朝ラー麺                                      | 飯窪春菜 牧野真莉愛 |
| 26 | 12月23日      | 和食が好きな人日本人で何%?                    | 飯窪春菜 牧野真莉愛 |
| 27 | 12月30日      | お雑煮!?                                      | 飯窪春菜 牧野真莉愛 |